# Imbrasia clarki
Imbrasia clarki är en fjärilsart som beskrevs av Geertsema 1971. Imbrasia clarki ingår i släktet Imbrasia och familjen påfågelsspinnare. Inga underarter finns listade i Catalogue of Life.